# IBM 729

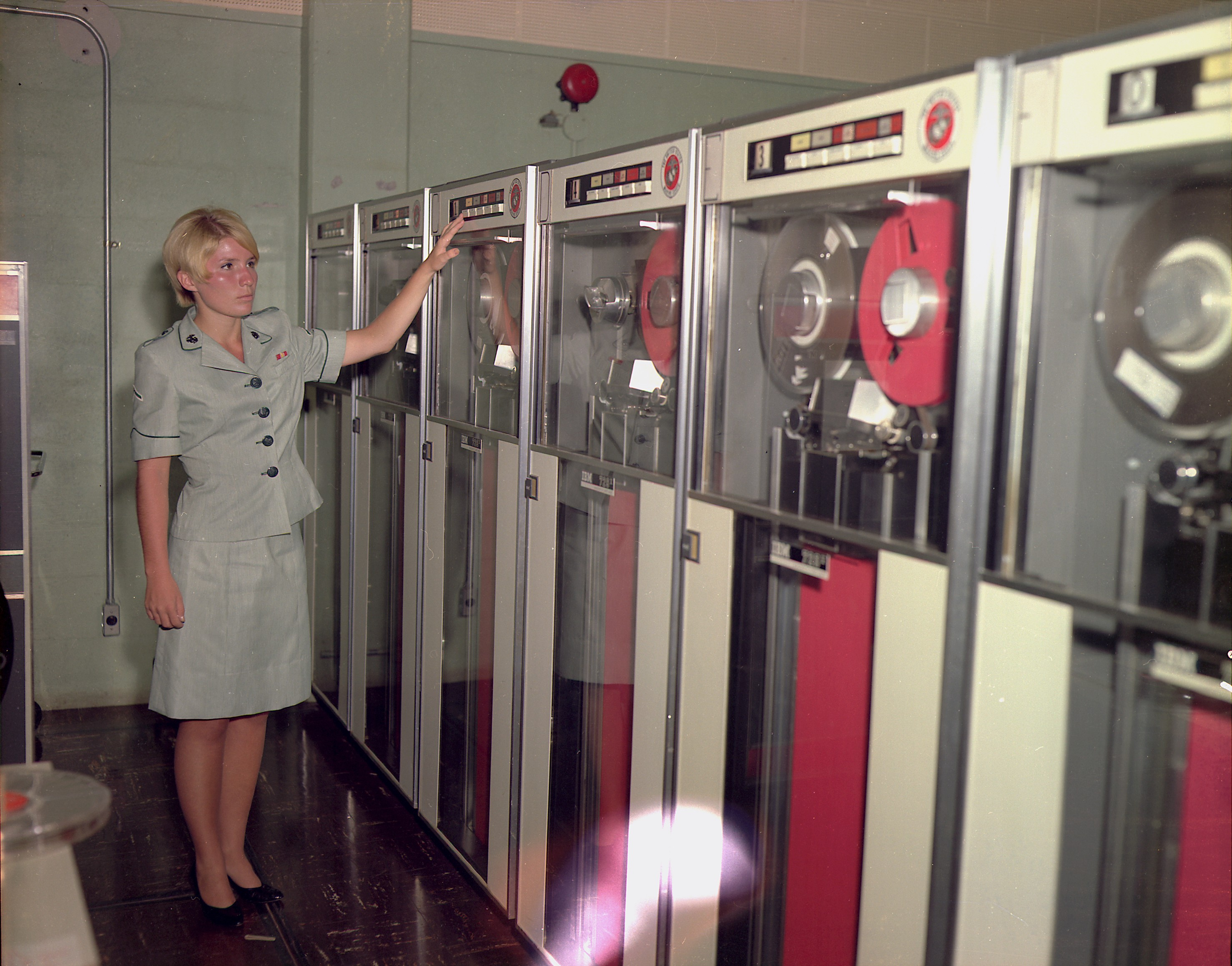
Private Patricia Barbeau bedient eine IBM 729 im Camp Smith auf Hawaii (1969)

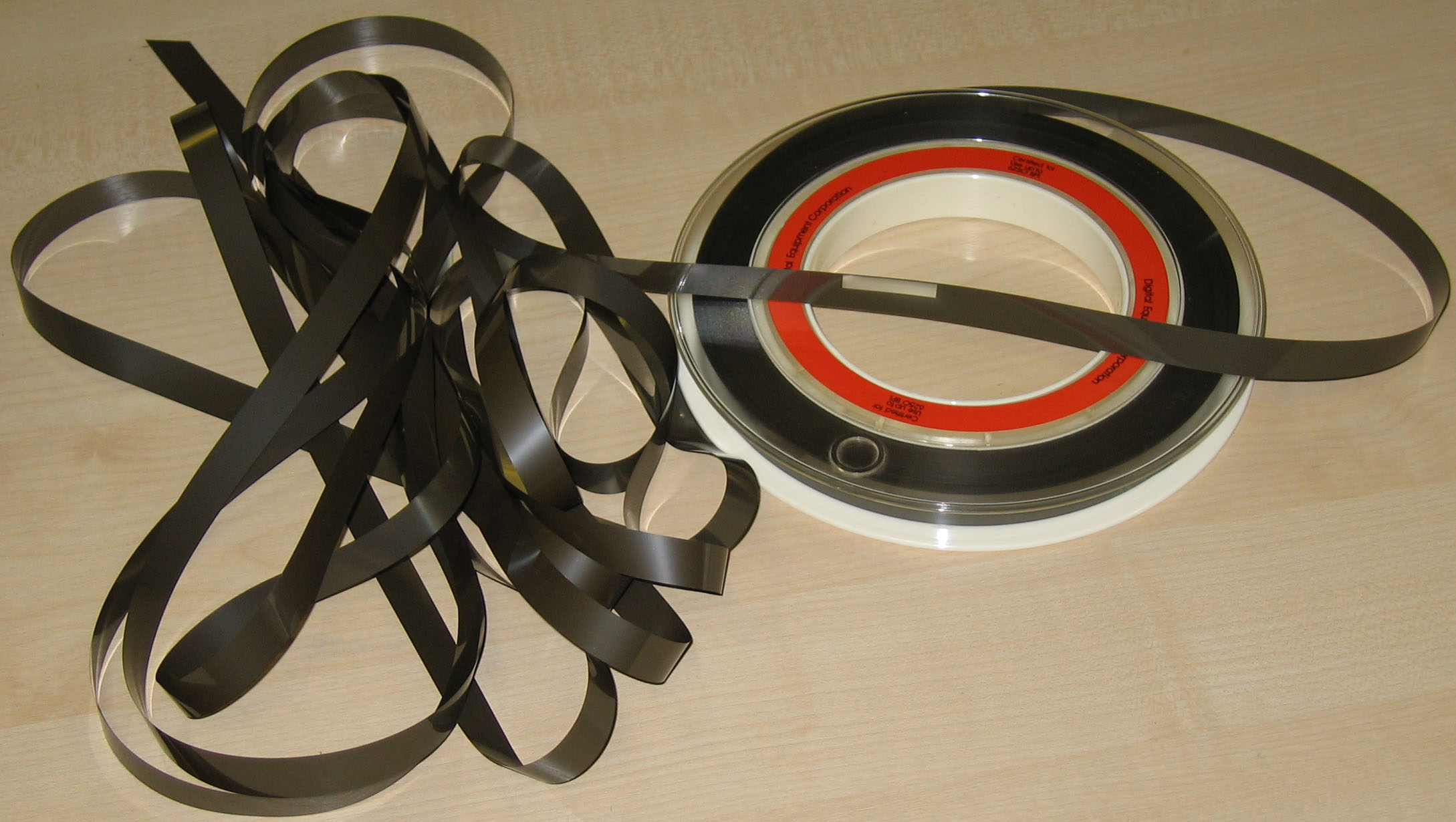
Bandrolle mit reflektierendem Schaltband (Startmarkierung)

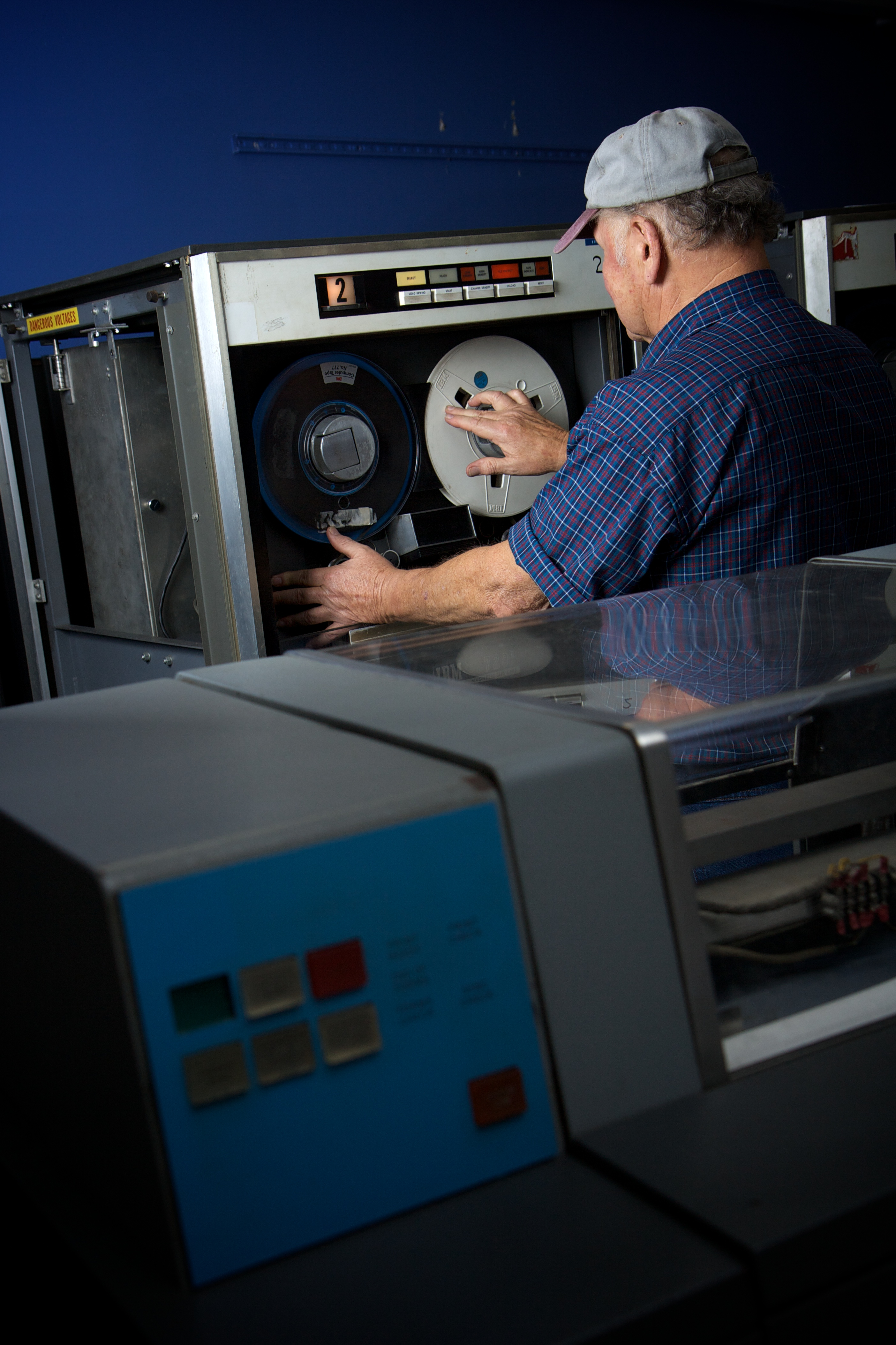
Fehlersuche an einem IBM 729 Bandlaufwerk im Computer History Museum im Zuge des IBM 1401 Restaurationsprojekt. Einlegen einer Magnetbandrolle; der Systemoperator führt mit dem Finger das Band, bis die Aufwickelrolle ein paar Umdrehungen des Bandes erfasst hat, um den Bandtransport zu sichern. Im Vordergrund des Bildes ist ein Zeilendrucker IBM 1403.

Die Magnetbandeinheit IBM 729 ist eine Ikone der Magnetband-Massenspeicher seit den 1950er bis Mitte der 1960er Jahre. Sie ist Teil der IBM-7-Spur Rollen-Magnetbandmaschinenreihe, die in den Computerreihen IBM 700/7000 und einigen 1400ern benutzt wurde. Wie ihr auch ihr Vorgänger, die IBM 727, benutzte die 729 ½-Zoll-Band (12,7 mm) auf Rollen von 10½ Zoll (267 mm) Durchmesser, die bis zu 2400 Fuß (730 m) Band fassten. Um eine rapide Beschleunigung des Bandes und den damit verbundenen schnellen Zugriff zu ermöglichen, wurden Bandschleifen in langen Vakuumsäulen geführt, die die ruckartigen Bewegungen des Bandes an den Magnetköpfen von den Rollen entkoppelten, da, auf die Rollen übertragen, diese das Band zerreißen würden. Der Schreibschutz war ein abnehmbarer Kunststoffring an der Rückseite der Rolle.

## Datenformat
Der Kopf zeichnet sieben parallele Spuren auf das Band auf, sechs für Daten und ein Paritätsbit. Bänder im BCD-Format wurden mit gerader Parität aufgezeichnet, Binäre Aufzeichnungen benutzen ungerade Parität. (709 Manual S. 20) Als Schaltband wurden Aluminiumstreifen einige Fuß vor dem Bandenden aufgeklebt, um physikalische Start- und Endmarkierungen auf dem Band zu haben. Zwischen den Datenblöcken (Records) wurde eine Lücke (Gap) von ¾ Zoll belassen, um die Aufzeichnung und Wiedergabe an dieser Stelle wieder aufzunehmen. Die Betriebsbandgeschwindigkeit ist 75 Zoll/Sekunde (IPS) (=2,95 m/s), mit einer Datendichte von 200 Zeichen pro Zoll, was eine Datenübertragungsrate von 120 kbit/s ermöglichte. Neuere Modelle der 729 Reihe unterstützten 556 und 800 Zeichen pro Zoll (CPI) bei einer Übertragungsrate von 480 kbit/s. Mit 200 CPI konnte ein 2400 Fuß langes Band so viel wie 50.000 Lochkarten (über 4 Mio. Sechs-bit-Datenworte oder 3 MByte) speichern.
Die 729er Serie wurde von den 9-Spur-Bandlaufwerken abgelöst, die mit dem IBM System/360 eingeführt wurden.

## Modelle
729 IDie IBM 729 I wurde für die IBM 709 und IBM 705 III Computers gebaut und sah genauso aus wie die IBM 727 und benutze Elektronenröhren. Die wesentliche Neuerung war der Schreibkopf, der einen zweiten Spalt besaß und damit die geschriebenen Daten gleich überprüft werden konnten.
729 IIDie IBM 729 II wurde für die Computer der Serie IBM 7000 gebaut und kam im neuen Design, war vollständig transistorisiert und unterstützte zwei Datendichten von 200 und 556 CPI.
729 IIIunterstützt bis 112,5 IPS bei einer Datendichte von ausschließlich 556 CPI.
729 IVunterstützt bis 112,5 IPS und zwei Datendichten von 200 und 556 CPI.
729 VDatendichte 800 CPI.
729 VIKam im September 1961 auf den Markt und unterstützt 112,6 IPS bei 800 CPI.

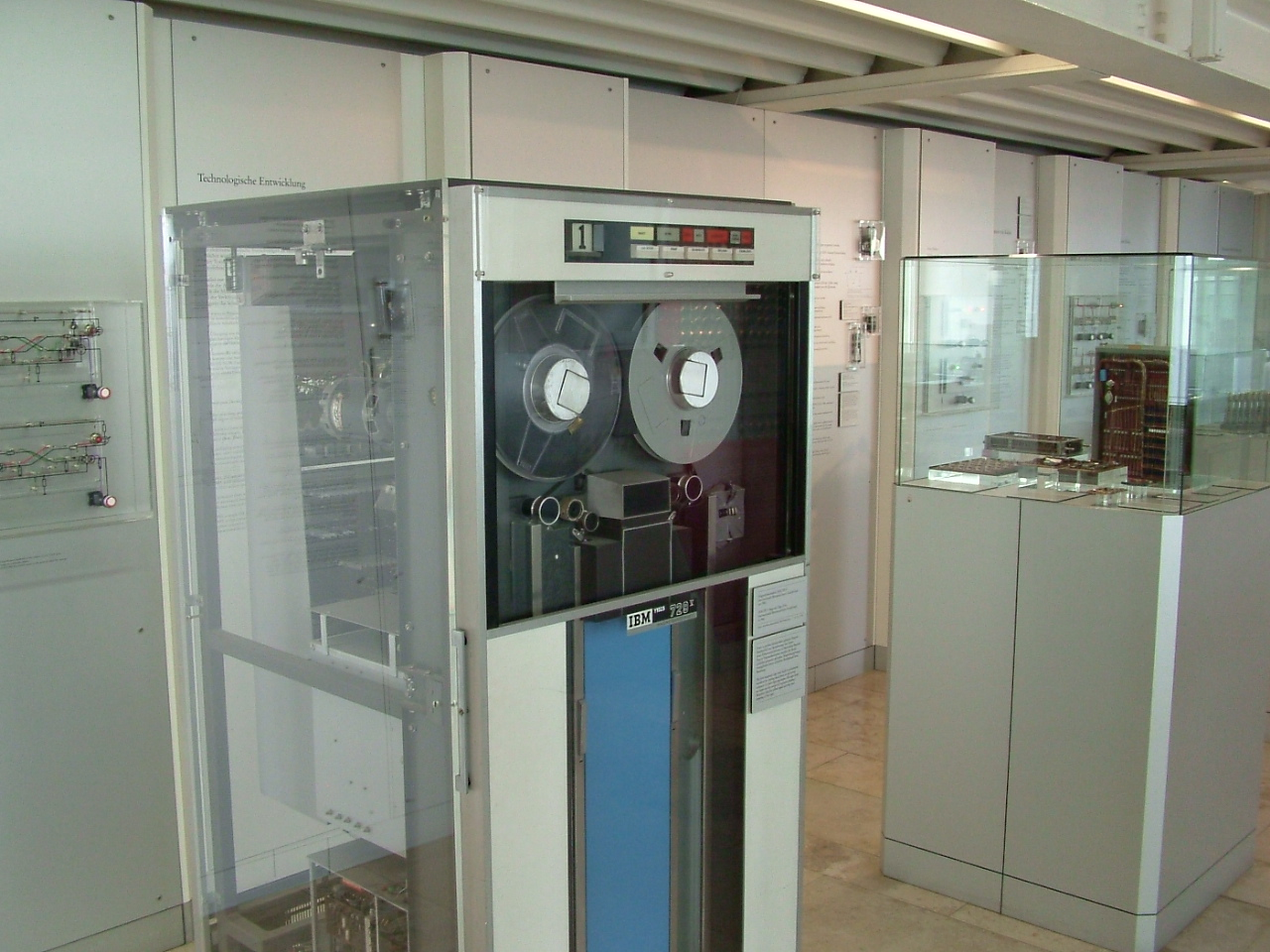
Eine IBM 729 V im Deutschen Museum, München
IBM 729 im Computer History Museum (CHM)
Geöffnete Seite einer 729 im CHM
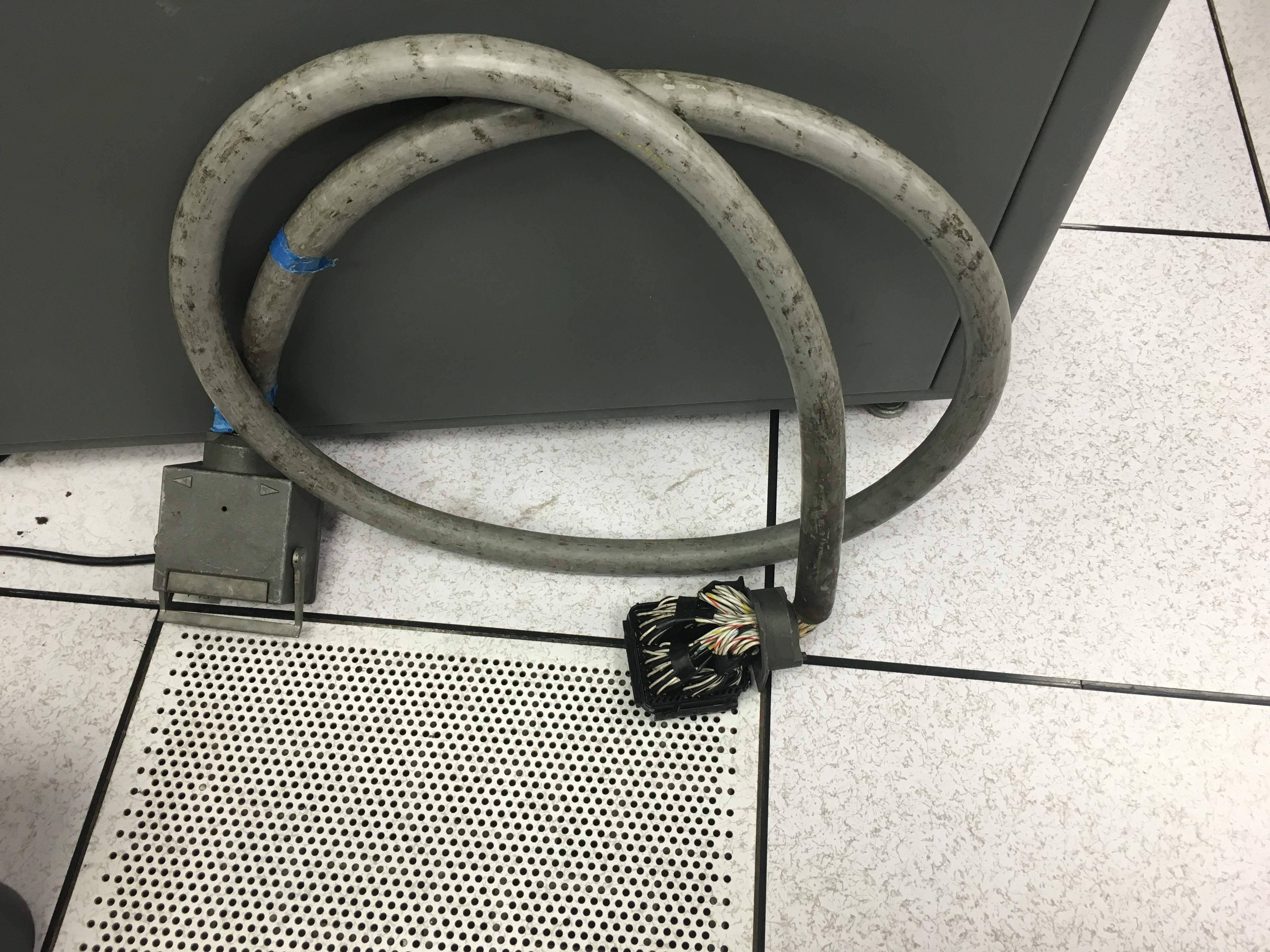
Datenkabel mit der die 729 untereinander und an die Computer angeschlossen wird. Im CHM an einen IBM 1401.

### Andere Serien
Mit der IBM 7330 schob IBM in den 1960er Jahren eine Einstiegs-Magnetband-Massenspeichereinheit im unteren Preissegment nach. Sie wurde mit ungefähr halber Bandgeschwindigkeit von 36 IPS ausgelegt.